# 조한범
조한범(趙韓範, 1985년 3월 28일 ~ )은 대한민국의 축구 선수이다.

## 클럽 경력
조한범은 2008 K리그 드래프트를 통해 포항 스틸러스에 입단하였다. 조한범은 2008년 10월 1일 성남 일화 천마와의 경기에서 데뷔전을 가졌다. 그러나 포항에서 자리를 잡지 못하고 2년 동안 두 경기에 출전했다.
2009년 7월 30일 대구 FC로 반 시즌 동안 임대되었고, 5경기에 출전하였다.
2013년 김포 시민축구단의 창단멤버로 합류하였다.